# Katedrála svatého Finbara
Katedrála svatého Finbara (Ardeaglais Naomh Fionnbarra, Saint Fin Barre's Cathedral) je novogotická katedrála v Corku v Irsku. Zasvěcena je svatému Finbarovi z Corku, patronovi města, který žil v šestém a sedmém století. Katedrála slouží Irské církvi, anglikánské církvi působící v Irsku. Je jednou ze tří katedrál sjednocené diecéze Corku, Rossu a Cloyne.
Katedrála stojí na jižním břehu řeky Lee v prostoru, který byl křesťany využíván už od sedmého století a kde podle tradice Finbar z Corku založil klášter. Stavba začala v roce 1863, přičemž na jejím začátku byla demolice starší katedrály postavené v třicátých letech osmnáctého století. Základní kámen byl položen v roce 1865 a katedrála byla dokončena v roce 1879.
Návrh katedrály byl prvním významným dílem později proslulého architekta Williama Burgese.